# 川路夏子
川路 夏子（かわじ なつこ、1919年1月2日 - 2011年6月5日）は日本の元女優、声優。

## 略歴
1937年、新築地劇団に入団 。1940年に劇団が解散した後は青年作家隊に参加 。1943年に前進座入団。1948年に前進座を退団した後はテレビ・ラジオに進出。三文くらぶ、同人舎プロダクション、新企画、テアトル・エコーに所属していた。

## 人物
川路柳虹の子。本業は女優。結婚はしておらず、生涯独身であった。
川路に師事したことのある声優に関俊彦、亀山助清、元声優の間嶋里美がいる。関にとって川路は、最初の師匠であった。また、自身が主宰していた劇団「グループカオス」には野沢那智主宰の劇団薔薇座出身者でもある津久井教生が参加していた。芸能界にスカウトされて間もない大塚芳忠も川路が主宰する演技研究所に通っていた。
劇団のメンバーをとても大事にしており、演出の際は必ずメンバー全員を出演させていた。川路は「自分の劇団は誰もが舞台に立てる場所である」と語っている。
芝居一筋で83歳になるまで劇団の公演をこなし続けた。亡くなる3年前も周囲から若く見られるなど、元気な姿を見せていた。墓所は多磨霊園。

## 出演作品

### テレビドラマ
- おかあさん（TBS）
- 鞍馬天狗（KRテレビ）
- 刑事くん（TBS）
- 煙の王様（TBS）
- 指名手配（NET）
- 特別機動捜査隊（NET）

### 映画
- どっこい生きてる（きみ）

### テレビアニメ
1970年
- 昆虫物語 みなしごハッチ

1971年
- あしたのジョー
- 新・オバケのQ太郎
- 珍豪ムチャ兵衛

1974年
- アルプスの少女ハイジ（クララのおばあさま）

1975年
- みつばちマーヤの冒険（旧女王）
- ラ・セーヌの星（ベルヌ）

1976年
- ハックルベリィの冒険（ナレーション）

1977年
- ドカベン（お鹿バァさん）

1979年
- 赤毛のアン（ジョセフィン・バリー）
- 花の子ルンルン（王妃）

1980年
- トム・ソーヤーの冒険（サリー）

1983年
- みゆき（中田律）

### 特撮
- 仮面ライダー（カガミトカゲの声）

### 吹き替え

#### 映画
- アガサ 愛の失踪事件
- ファミリー・プロット（ジュリア・レインバード）※TBS版
- オリエント急行殺人事件（公爵夫人）
- 吸血鬼ドラキュラの花嫁（マインスター男爵夫人）※フジテレビ版
- 絞殺魔（エレン）

#### ドラマ
- 宇宙大作戦
- 奥さまは魔女（グラディス・クラビッツ）
- 大草原の小さな家（マリア）
- チャーリーズ・エンジェル #16（マーヴィンの母）

#### 人形劇
- サンダーバード（グランマ）

## 後任・代役
| 後任     | 役名・役職             | 作品・番組名               | 初担当                |
| -------- | ---------------------- | -------------------------- | --------------------- |
| 京田尚子 | 公爵夫人               | 『オリエント急行殺人事件』 | DVD追加収録部分       |
| 京田尚子 | グラディス・クラビッツ | 『奥様は魔女』             | DVD追加収録部分       |
| 此島愛子 | クララのおばあさん     | 『アルプスの少女ハイジ』   | 総集編                |
| 進藤尚美 | クララのおばあさん     | 『アルプスの少女ハイジ』   | 『教えて!トライさん』 |